# Charlie Rose (congresista)
Charles Grandison "Charlie" Rose III (10 de agosto de 1939 - 3 de septiembre de 2012) fue un congresista demócrata estadounidense de Carolina del Norte que ocupó el cargo desde 1973 hasta 1997.

## Biografía

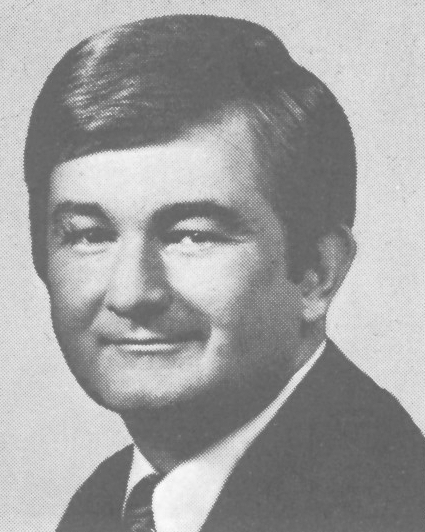
Foto de Charlie Rose a principios de su representación del Directorio Pictórico del Congreso.

Rose nació en Fayetteville, Carolina del Norte. Asistió a Davidson College donde obtuvo su bachillerato en derecho, y recibió su doctorado en Jurisprudencia de la Universidad de Carolina del Norte en Chapel Hill. Desde hace varios años, Rose ejerció la profesión de abogado y en 1967 se convirtió en fiscal para los tribunales de distrito Fayetteville.
El Distrito del Congreso de Rose se extendía desde Fayetteville a la costa, incluyendo Wilmington, Carolina del Norte.
Rose era conocido como un liberal, demócrata populista. Aunque sus puntos de vista no estaban en consonancia con muchos de los componentes de su distrito costero conservador, él seguía siendo popular porque fue visto como un defensor de los agricultores, especialmente los agricultores de tabaco. Él fue un miembro de los Comités de Inteligencia y Agricultura. También se desempeñó como Presidente de la Cámara del Comité de Administración desde 1991 hasta 1994.
En 1991, Rose presidió el Comité de la Cámara de investigación del papel de la administración de George H. W. Bush en la venta de material militar a Irak.
Después que los demócratas perdieron el control del Congreso en la revolución republicana de 1994, Rose desafió al titular de la Cámara Demócrata Dick Gephardt para el puesto de líder de la minoría, pero perdió 150-50. Se retiró de la Cámara al año siguiente y se convirtió en un cabildero, trabajando junto a su esposa, Stacye, hija del Congresista de Carolina del Norte, Bill Hefner.